# Laxten
Laxten ist mit rund 7600 Einwohnern der größte Stadtteil der großen selbstständigen Stadt Lingen im Emsland.

## Name
Der Name Laxten setzt sich vermutlich aus den Worten lake (Sumpf, sumpfige Wiese) und stae (Stelle, Stätte) zusammen, was dann Wohnstätte an der Lake (Lake-stae) bedeuten würde. Gemeint war damit offensichtlich das sumpfige wasserreiche Gebiet zwischen Baccum und Lingen.

## Geschichte
Der Ortsname Laxten wird erstmals im Jahre 1490 erwähnt. Damals wurde eine „Swaneke to Laxten“ nach Biene verheiratet. Andere Urkunden oder Akten, die ältere Hinweise auf Laxten hätten geben können, gingen beim Brand der Stadt Lingen 1548 verloren.
Das Niederungsgebiet zwischen Altenlingen und Baccum war vor 1000 Jahren nur sehr dünn besiedelt. Es gab höchstens drei Höfe: Böhmer, Lübbers und ten Enenhuis. Im 12. Jahrhundert entstanden fünf Kottenhöfe in der Nähe des Vollerben Lübbers am Rande des Laxtener Esch. Im 15./16. Jahrhundert kamen weitere acht Hofstellen hinzu.
Im Jahre 1549 wird Laxten erstmals als Bauerschaft bezeichnet und gehörte damals zusammen mit Altenlingen, Biene, Holthausen und Estringen zum Kirchspiel Lingen. Damals gehörten zur Bauerschaft Laxten 21 Hofstellen, wie aus dem ältesten Güter- und Abgabeverzeichnis der Grafschaft Lingen von 1555 zu ersehen ist. Die meisten der Hofstellen lagen um den Laxtener Esch, der nördlich von der heutigen Hüsinger Straße begrenzt wurde. Eine Ausnahme bildeten die Hofstellen, die heute zu Brockhausen und Brögbern gehören.
Ende des 17. Jahrhunderts setzte eine neue Entwicklung mit der Entstehung der Heuerstellen ein. Die Heuerlinge hatten keinen Grundbesitz. Sie erhielten von den Bauern Wohnung und ein Pachtgrundstück. Als Gegenleistung mussten sie diesem bei Bedarf als Tagelöhner zur Verfügung stehen. Da fast jeder Hof mehrere solcher Heuerstellen hatte, wuchs die Bevölkerung und somit auch der Bedarf an Weideland, sodass die Weiderechte im Ochsenbruch 1630 und 1633 zum Gegenstand gerichtlicher Auseinandersetzungen zwischen Laxtener Bauern und Lingener Bürgern wurden.
Im 17. Jahrhundert mussten viele Heuerlinge und Kleinbauern, die so genannten Hollandgänger, als Saisonarbeiter für Wochen oder Monate zum Grasmähen oder Torfstechen nach Holland gehen. Auch als Tagelohnarbeiter und mit Fuhrdiensten für die Lingener Bürgerschaft konnte der Lebensunterhalt aufgebessert werden. Die Lage an den überregionalen Straßen kam den Menschen zusätzlich entgegen. Gelang es den Heuerlingen ein Haus und Land zu erwerben, wurden sie zu Neubauern. Ende des 18. Jahrhunderts wurden Thien, Jansing, Funcke, Schlichtermann, Claassen, Jaske und Niehoff zu Neubauern. 1887 wurde Laxten mit 58 Familien, darunter 35 Heuerlingsfamilien, die bevölkerungsreichste Bauerschaft im Kirchspiel Lingen.
Zu Beginn des 19. Jahrhunderts wurde aus der Bauerschaft dann die selbstständige Gemeinde Laxten. Obwohl viele Laxtener als Eisenbahnarbeiter beschäftigt waren, galten sie trotzdem noch als Heuerlinge, denn die meisten hatten einen großen Garten, hielten Schweine und Ziegen und bauten auf einem Stück Pachtland Roggen und Kartoffeln an. So blieb Laxten eine ländliche Gemeinde, auch wenn es im Wählerverzeichnis von 1918/19 mehr Arbeiter- als Bauernfamilien gab.
1935 wurde auf einem vom Neubauern Claas gekauften Grundstück mit dem Bau der St.-Josefs-Kirche begonnen, die am 7. März 1937 geweiht wurde.
Ebenfalls 1935 wurde hinter der Gaststätte Heinrich Klaas das Laxtener Feuerwehrhaus gebaut. Nach der Zerstörung des Turms im Zweiten Weltkrieg und dem Wiederaufbau ohne Turm diente es als Werkstatt. Heute ist es ein Lagerraum; bis vor kurzem war es der Schießstand für das Plaketten-, Pokal- und Königsschießen beim Laxtener Schützenfest.
1950 wurden zwischen der Stadt Lingen und der Gemeinde Laxten Gebiete rund um den Böhmerhof mit Gebieten um die Kiesbergstraße getauscht, sodass die heutige Gebietsform von Laxten entstand.
Lange Zeit blieb die Laxtener Bevölkerung stabil. Ihre Zahl betrug um 1939 etwa 1300 Einwohner. Nach dem Zweiten Weltkrieg wurden viele vorher landwirtschaftlich genutzte Flächen in Wohngebiete gewandelt, vor allem um den Flüchtlingen und Obdachlosen die Möglichkeit zur Ansiedlung zu geben. Zuerst entstanden die Wohngebiete am Kiesberg, Kuhlhof und Sportplatz. So stieg die Einwohnerzahl bis 1960 auf etwa 2000. Später folgten die Gebiete „Auf der Los“ und „Westlich der Kiesbergstraße“. Ab 1968 kam der Gauerbach als Wohngebiet hinzu, der inzwischen mit dem Bauabschnitt IV weiter ausgedehnt wird. Die Gemeinde schloss sich 1970 freiwillig der Stadt Lingen an.

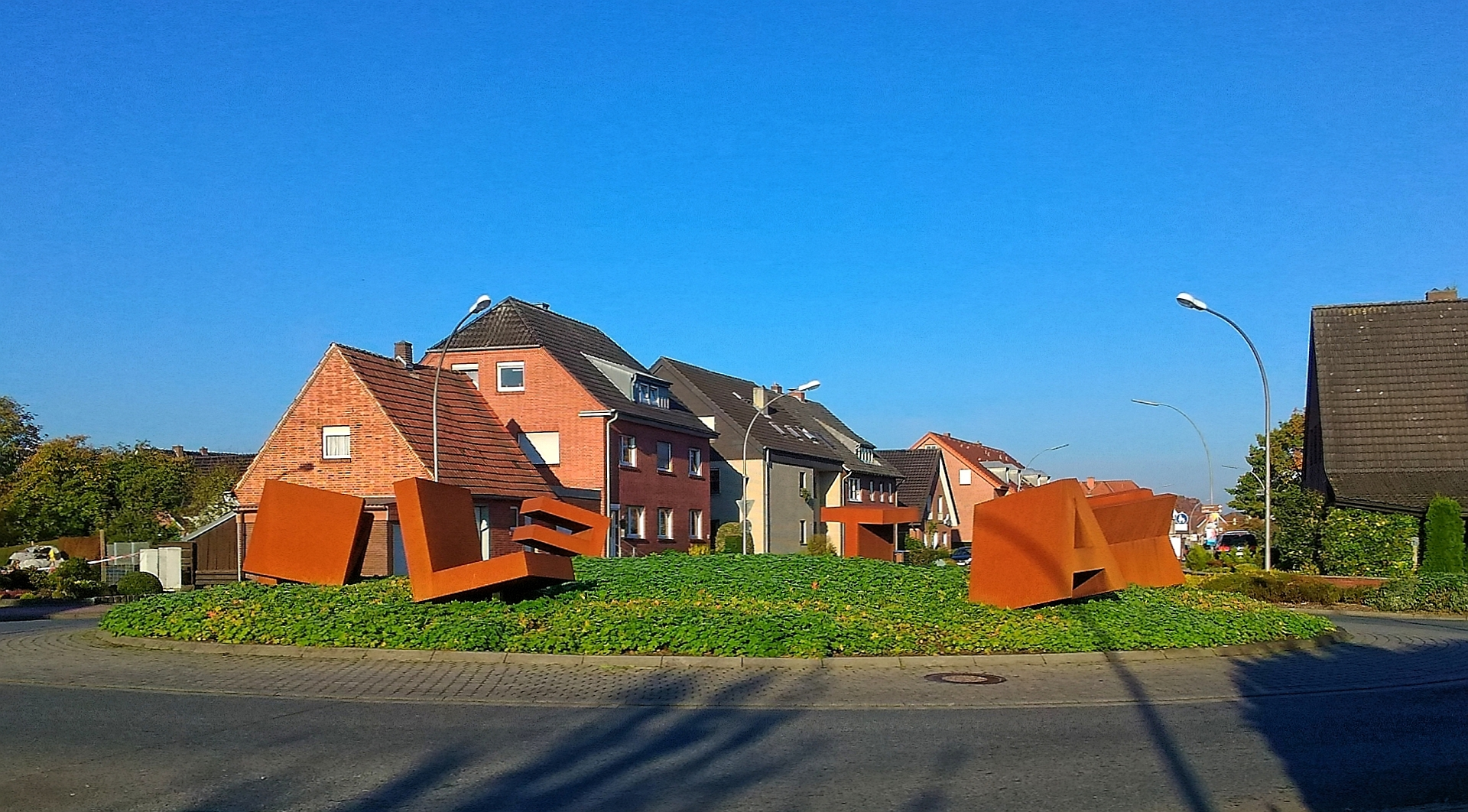
Kunst im Kreisverkehr (seit 2015) in Lingen-Laxten

Im Zentrum von Laxten kamen mit den Baugebieten „Am Brunnenpark“, „Am Strootbach“, „Zwischen Strootstraße und Schwedenschanze“, „Hoogenhook“ und anderen neue Wohneinheiten hinzu, sodass Laxten im Jahr 2001 etwa 7087 Einwohner hatte.

## Politik

### Ortsrat
Der Ortsrat, der Laxten vertritt, setzt sich aus 13 Mitgliedern zusammen. Die Ratsmitglieder werden durch eine Kommunalwahl für jeweils fünf Jahre gewählt. Die aktuelle Amtszeit begann am 1. November 2021 und endet am 31. Oktober 2026.
Bei der Kommunalwahl 2021 ergab sich folgende Sitzverteilung:
| Ortsrat 2021Insgesamt 13 Sitze - SPD: 3 - Grüne: 2 - BN: 1 - FDP: 1 - CDU: 6 |

### Ortsbürgermeister
Ortsbürgermeister ist Manfred Schonhoff.

### Bürgermeister der ehemaligen Gemeinde Laxten
Letzter Bürgermeister der Gemeinde Laxten war Gerd Storm.

## Sport
Seit 1919 ist der SV Olympia Laxten 1919 e. V. das sportliche Aushängeschild des Ortsteils. Die Mitglieder betätigen sich im Turnen, Tennis oder auch im Fußball. Der Sportplatz hat ein eigenes Stadion mit 300 überdachten Sitzplätzen sowie einen Flutlichtplatz und einen Trainingsplatz. Außerdem gibt es drei weitere Plätze in dem zu Laxten gehörenden Stadtteil Gauerbach am Dieksee gelegen. Da diese Plätze an der Jugendherberge liegen, werden diese im Rahmen von Trainingslagern von Jugendmannschaften der Bundesliga-Clubs genutzt.
Mit derzeit 34 Jugendmannschaften, vier Herren- und einer Damenmannschaft verfügt Olympia Laxten über die größte Fußballabteilung im Landkreis Emsland. U. a. die später beim SV Meppen in der 2. Bundesliga spielenden Mathias Surmann (später SpVgg Greuther Fürth und VfL Osnabrück), Torsten Abeln, Rainer Berk und Georg Overhoff spielten in ihrer Jugendzeit bei Olympia Laxten.
Seit 1971 veranstaltet der Verein jährlich ein Osterturnier mit hochkarätigen A-Junioren-Nachwuchsmannschaften. Am Turnier nahmen bereits namhafte Vereine, wie Torpedo Moskau, Brøndby IF, FC Kopenhagen, Malmö FF, Aalborg BK, Aurelia Rom, Rapid Wien, Cambridge City, Roda Kerkrade, Twente Enschede, Dinamo Minsk, MTK Budapest, Sparta Prag, FC Schalke 04, SV Werder Bremen, 1. FC Köln, Arminia Bielefeld, VfL Wolfsburg, VfL Bochum, Hannover 96, FC St. Pauli, die U18-Nationalelf aus Polen sowie die U16-Nationalelf aus Norwegen, teil.
Zudem ist im Wohnpark Gauerbach der SG Gauerbach e.V. angesiedelt, der mit seinem Breitensportangebot in der Turnhalle der Grundschule vor allem Kinder und Jugendliche anspricht. Angeboten werden Eltern-Kind-Turnen, Kinderturnen, Mädchenturnen, Wirbelsäulen- und Funktionsgymnastik, Sportgymnastik, Seniorengymnastik und Seniorentanz, Tischtennis sowie Hallenfußball. Hervorzuheben ist hier nicht nur das tänzerische Angebot, das mit der Showtanzgruppe „DanceSisters“ auch schon auf dem Tag der Niedersachsen in Melle und Cuxhaven vertreten war, sondern auch die Tischtennisabteilung, die mit mehreren Mannschaften in den regionalen Ligen gemeldet ist.
Die Übungsleiter der SG Gauerbach sind alle für den Breitensport lizenziert und haben im Falle der Gymnastikgruppen auch die Lizenz für Gesundheitssport Prävention erworben. Oftmals kommt der Übungsleiternachwuchs auch aus den einzelnen Gruppen.
Gegründet wurde der Verein durch eine Nachbarschaftsinitiative im Jahr 1991. Seitdem hat der Verein mehr als 500 Mitglieder gewonnen.